# Дуба Вашиндароевский
Дуба Вашиндароевский, Дуба, сын Джуки (Чиннахойн Дуба; Джукаев Дуба) (1810, Вашиндарой  — 1882, похоронен в Улус-Керт) — военный и государственный деятель Северо-Кавказского Имамата, наиб округа в Малой Чечне, а также в 1843 году возглавлял Вашиндароевский округ (вилаят) с горными и предгорными аулами Большой и Малой Чечни: Дуба-Юрт, Улус-Керт, Вашдарчу, Зазаргане, Дуьтин, Мурци-Ойл, Дачу-Борзой и др, а затем аулами расположенными между реками Аргун, Мартан и главной дорогой из Атаги в Урус-Мартан. Представитель чеченского тайпа Чинхой (чечен. ЧӀинхой).

## Биография
В 1845 году летом, в боях против войск генерала Воронцова в округе Ичкерия, был ранен и сменен, затем восстановлен на свой пост.
В Феврале 1845 года имам Шамиль своём письме Дубе писал следующее:
Вечный привет.

Я представляю тебе все права в своем вилайете. Поэтому делай в нем все то, что целесообразно и полезно для веры, не воздерживаясь и не ожидая.Шамиль

Наиб Дуба был не только храбрым и талантливым предводителем чеченцев в Малой Чечне, но также очень отзывчивым и внимательным к людским нуждам, заботам, гуманным человеком. Большую заботу он проявлял о мухаджирах из Кабарды, Адыгеи, Черкесии и из других мест, оказавшихся в Малой Чечне. Об этом свидетельствует следующее письмо Шамиля к наибу Дубе, написанное в 1848 г., в которой он писал: «Вечный привет. Затем, вы примите этих черкесских беженцев приветливо и помогайте им, чем возможно. Аллах сказал: „Окажите помощь ближнему, если даже сам голоден“. Мы повелели и другим наибам, чтобы они также помогали им. Обязаны покоряться моему приказу. Всё».
Серебряные знаки, найденные в сакле наиба Дубы (в 1847 году) и полученные им за военные подвиги, отличаются следующими надписями: на одном написано — «Имам Шамиль этого храброго наиба награждает первоклассным орденом и молит Бога, да поможет он ему идти по истинному пути». А на другом — «это герой искусный в войнах и бросающийся на неприятеля как лев»